# Acevedo (Huila)
Acevedo é um município da Colômbia, localizado no departamento de Huila.